# Асимиляційна паренхіма
Асиміляці́йна паренхі́ма — рослинна тканина, що складається із живих тонкостінних клітин, в цитоплазмі яких містяться хлоропласти; є одним із різновидів паренхіми як такої. За формою клітин поділяється на стовпчасту (палісадну), губчасту і складчасту.
Клітини стовпчастої паренхіми видовжені, губчастої — кулясті, а в складчастої оболонки клітин утворюють вирости, які виступають усередину клітини. Клітини стовпчастої паренхіми щільно прилягають одна до одної, утворюють шар або 2-3 шари, майже без міжклітинників, містять багато хлоропластів. У світлолюбних рослин більший шар стовпчастої паренхіми, ніж у тіньолюбних. Саме у стовпчастій паренхімі листків найінтенсивніше відбувається фотосинтез. Губчаста паренхіма містить овальні клітини, між якими є великі міжклітинники, кількість хлоропластів менша. Міжклітинники заповнені повітрям і водяною парою та сполучені з продихами. Фотосинтез у губчастій паренхіміі здійснюється не так активно, але саме в ній запасаються різні речовини, наприклад, крохмаль. Трапляється хлоренхіма в листках, коровій частині стебла, квітках, плодах і повітряних коренях. Основна функція хлоренхіми — асиміляція органічних речовин, яка здійснюється шляхом фотосинтезу.
◦В процесі еволюційного розвитку сформувалися численні модифікації мезофілу, які відображають адаптацію рослин до умов довкілля. У листках багатьох хвойних формується «складчастий мезофіл», утворений паренхімними клітинами; не диференційований на палісадну й губчасту асиміляційну паренхіму. У деяких видів формуються розгалужені хлоренхімні клітини, наприклад, папоротей, жовтецевих, жимолостевих. Палісадна паренхіма може розташовуватися також під нижньою (абаксіальною) епідермою (види роду туя) або під обома епідермами в листках цибулі ведмежої, складатися з одного (тіньові листки) або кількох (світлові листки) шарів клітин. Компактна палісадна адаксіальна й абаксіальна хлоренхіми характерні для ксерофітів. Тип хлоренхіми, або співвідношення між різними типами хлоренхіми, в мезофілі листка є важливою діагностичною ознакою при мікроскопічному аналізі лікарської сировини (наприклад, листків евкаліпта, конвалії, веснівки дволистої тощо). 